# روبی رنگین‌کمان
روبی رنگین‌کمان (به انگلیسی: Rainbow Ruby) (به کره‌ای: 레인보우 루비؛ چینی ساده: 彩虹宝宝; پین‌یین: Cǎihóng bǎobǎo) انیمیشن سریالی سی‌جی‌آی می‌باشد که توسط 38 °C انیمیشن استودیو و سی‌جی ئی اند ام در کره جنوبی و چاینا انترتینمنت کورپوریشن (شعبهٔ فرعی چاینا ای‌سی‌جی گروپ، که شرکتی زیر نظر وزارت فرهنگ حکومت جمهوری خلق چین می‌باشد) در چین می‌باشد و توسط وایلدبرین توزیع گردیده‌است.